# سیارک ۱۹۷۰۴
سیارک ۱۹۷۰۴ (به انگلیسی: 19704 Medlock، نامگذاری:1999TU8) نوزده هزار و هفتصد و چهارمین سیارک کشف شده‌است که در ۷ اکتبر ۱۹۹۹ کشف شد.
قدر مطلق سیارک برابر ۱۳٫۰۰ است.